# Nokere Koerse 1961
La Nokere Koerse 1961, diciassettesima edizione della corsa, si svolse il 26 aprile per un percorso di 155 km, con partenza ed arrivo a Nokere. Fu vinta dal belga Léon Van Daele della squadra Wiel's-Flandria davanti ai connazionali Jozef Vloebergs e Gilbert Maes.

## Ordine d'arrivo (Top 10)
| Pos. | Corridore        | Squadra                  | Tempo |
| ---- | ---------------- | ------------------------ | ----- |
| 1    | Léon Van Daele   | Wiel's-Flandria          |       |
| 2    | Jozef Vloebergs  | Dr. Mann-Labo            |       |
| 3    | Gilbert Maes     | Solo-Van Steenbergen     |       |
| 4    | Clément Roman    | Wiel's-Flandria          |       |
| 5    | Lode Troonbeeckx | Dr. Mann-Labo            |       |
| 6    | Willy Truye      | Wiel's-Flandria          |       |
| 7    | Noël Foré        | Groene Leeuw-SAS-Sinalco |       |
| 8    | Gilbert Desmet   | Carpano                  |       |
| 9    | Willy Derboven   | Faema                    |       |
| 10   | Joseph Depraeter | Bertin-l Avenir-Milremo  |       |